# Hesperoxiphion pardalis
Hesperoxiphion pardalis är en irisväxtart som beskrevs av Pierfelice Ravenna. Hesperoxiphion pardalis ingår i släktet Hesperoxiphion och familjen irisväxter. Inga underarter finns listade i Catalogue of Life.